# Aleksander Kwaśniewski

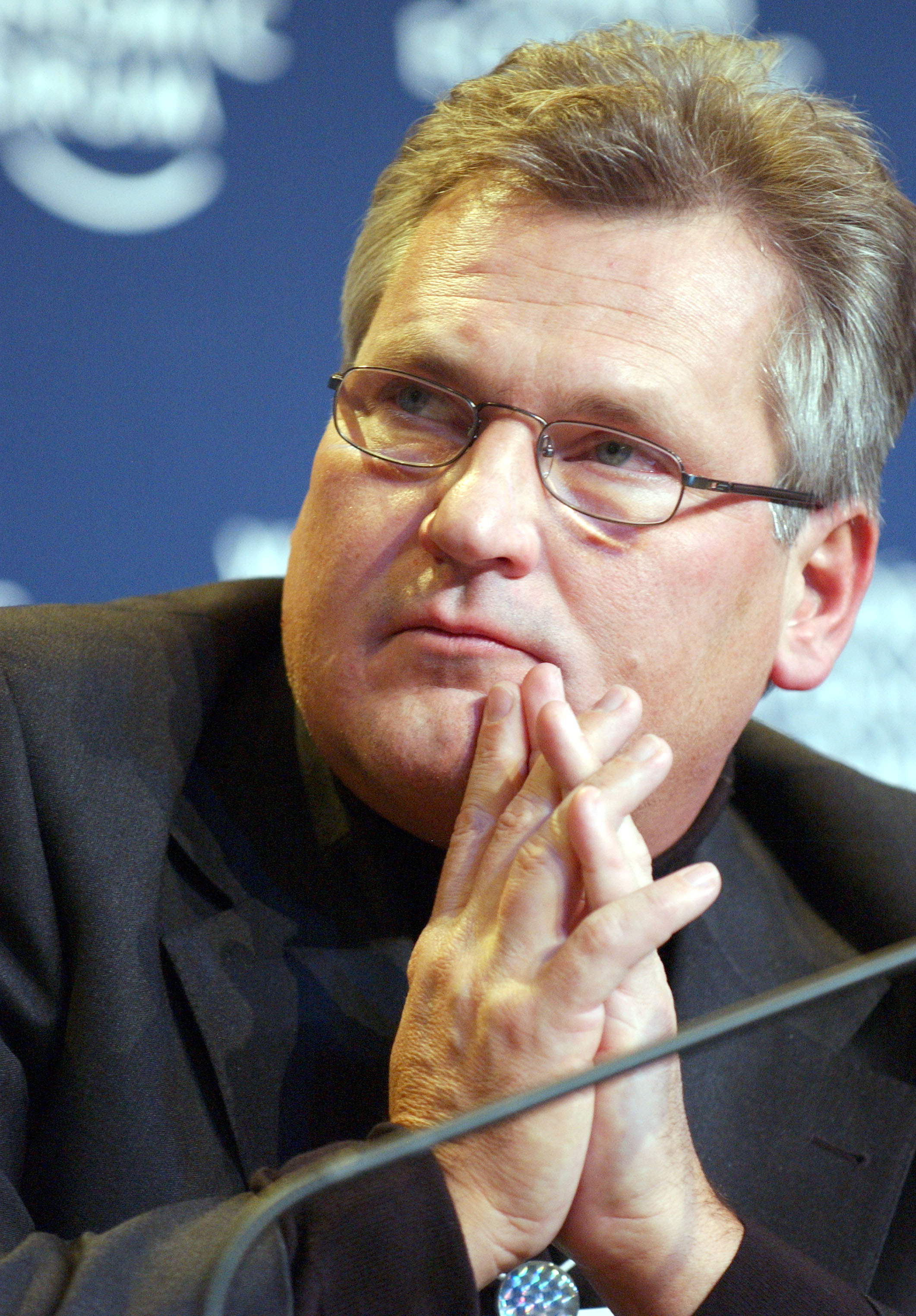
Aleksander Kwaśniewski

Aleksander Kwaśniewski (născut pe 15 noiembrie 1954 la Białogard în Polonia) este un om politic și fost președinte al Poloniei. Alegerile prezidențiale din Polonia, 2005 au fost câștigate de Lech Kaczyński, care va deveni președintele Poloniei în decembrie 2005.
1. ↑  Aleksander Kwasniewski, Munzinger Personen, accesat în 9 octombrie 2017
2. ↑  Aleksander Kwasniewski, Encyclopædia Britannica Online, accesat în 9 octombrie 2017
3. ↑  Aleksander Kwasniewski, Roglo
4. ↑  Aleksander Kwaśniewski, Brockhaus Enzyklopädie
5. ↑  „Aleksander Kwaśniewski”, Gemeinsame Normdatei, accesat în 9 aprilie 2014
6. ↑   https://orka.sejm.gov.pl/ArchAll2.nsf/Glowny?OpenFrameset&kad=1, accesat în 24 august 2024 Lipsește sau este vid: |title= (ajutor)